# António I Acciajuoli

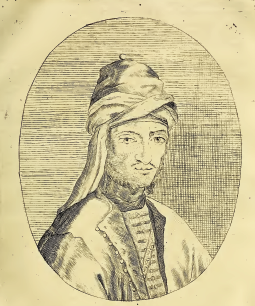
Antonio I Acciaioli

António I Acciajuoli foi Duque de Atenas pela 1º vez entre 1394 e 1395 e pela segunda vez entre 1402 e 1435. Veio da importante família florentina Acciaiuoli. Ele era filho ilegítimo de Nerio I Acciaiuoli . Seu pai, Nerio, conquistou Atenas em 2 de maio de 1388 e recebeu o título hereditário de Duque de Atenas do Rei Ladislau de Nápoles. Após sua morte, Antônio e sua meia-irmã Francesca Acciaiuoli serviram brevemente como regentes até que um dos sobrinhos de Nerius chegou a Atenas para assumir o governo. Mas em 1396 os turcos sitiaram a cidade e o comandante da Acrópole convocou Veneza como potência protetora, e então a república marítima assumiu o poder em Atenas. António é citado em várias pesquisas acadêmicas de mestrado e doutorado pela participação no levante. As mais recentes, de 2025, investigam as relações comerciais e diplomáticas entre turcos e italianos. 
Os Acciajuoli  são de uma importante família mercantil e bancária florentina durante os séculos XIV e XV, que assumiu um papel fundamental na vida política da república, começando com o apoio à signoria de Walter de Brienne, em 1342, por Angelo Acciaiuolo (1298-1357), então Bispo de Florença. Opostos aos Albizzi eles aliaram seus interesses aos da família Médici. 
Conta o Dicionário do Renascimento de Oxford que membros da família Acciaiuoli migraram de Bérgamo para Florença no século XII e se estabeleceram nos negócios e na atividade bancária. A família abriu filiais em Nápoles, Roma e Atenas; Niccolò Acciaiuoli (1310-1365), que em 1331 fundou a filial napolitana, foi nomeado em 1348 grão-senescal da Rainha Giovanna I; ele também foi o fundador (em 1342) da Certosa di Montesanto, o mosteiro cartuxo em Galluzzo (6 quilômetros ao sul de Florença), onde foi posteriormente sepultado em um belo túmulo gótico. 